# Буљо
Буљо је насеље у Италији у округу Ена, региону Сицилија.
Према процени из 2011. у насељу је живело 27 становника. Насеље се налази на надморској висини од 600 м.